# Œnochoé de Mamarce
L'œnochoé de Mamarce est un impasto datant de vers 640 à 620 av. J.-C.
L'œnochoé du potier Mamarce est à la croisée de différentes cultures. Tout d'abord c'est un impasto typique de la culture de Villanova. Contrairement à la plupart, l'argile de cette poterie est faite d'une boue fine et l'œnochoé est faite à partir d'un tour et non des mains. La surface est polie, mais encore selon l'art préhistorique. Cette forme est appelée « buccheroider impasto » et précède la céramique du bucchero. Cette poterie montre la transition entre la culture de Villanova et celle des Étrusques.
La poignée de la poterie de 20,5 cm de haut pour un diamètre maximal de 11,6 cm est perdue. Le bec est facilement évasé, le cou est plié de façon concave. Avec sa forme assez élaborée (un col tronconique, le corps en forme de poire, une poignée à bride), un degré assez élevé de développement est supposé, d'où sa datation entre 640 à 620 av. J.-C. L'ornement avec un décor gravé en rouge parle d'une mission dans le territoire des Falisques, vers Faléries, mais peut-être l'œnochoé vient-il de Véies, à côté.
Sur le corps de la poterie, des images sont gravées. Les gravures sont couvertes de rouge. On voit un guerrier flanqué d'un côté d'un cheval et de l'autre une chèvre qui allaite son petit. Il s'agit d'une représentation du motif du « despotes theron », le Potnia Theron. Une autre caractéristique inhabituelle est particulièrement la représentation d'une chèvre en lactation. On s'attend à un autre cheval. De même, la chèvre n'est pas tournée vers le guerrier. Au-dessus de la chèvre, deux oiseaux aquatiques flottantes sont représentées. Alors que le motif du Potnia Theron appartient à la culture orientale, la représentation des chevaux fait partie de l'espace corinthien-grec, le remplacement du cheval par des chèvres montre une influence de l'Eubée. Les oiseaux aquatiques sont une relique de la culture de Villanova. Le graveur représente le guerrier barbu avec un casque, des cretons et une ceinture. Sur le côté droit, du cheval au guerrier, il y a une inscription incisée de droite à gauche en langue étrusque avec des lettres étrusques : « mi mamarce zinace », « Moi, Marmace, l'ai fait ». Le modèle de la poterie qui combine les traditions orientales, grecques et étrusques s'inspire probablement des poteries en argent syriennes ou chypriotes.
L'œnochoé se trouve aujourd'hui dans les collections de l'Antiquité du Martin von Wagner Museum à Wurtzbourg.